# Vaillance
Pour les articles homonymes, voir Vaillance (homonymie).
Vaillance (sous-titré « L’Hebdomadaire d'une France plus belle ») est un hebdomadaire  français pour les adultes créé par les abbés Gaston Courtois et Marcel Job, publié à Lyon de 1940 à 1944.
Vaillance voulait exalter chez les jeunes l'esprit de discipline, de dévouement, de solidarité et d'entraide dans un esprit favorable au Régime de Vichy. L’hebdomadaire publie des suppléments avec certains de ses numéros; ainsi  le numéro 38 du 24 aout 1941 qui titrait: Le Maréchal Pétain contre les abus, avait un supplément dont le titre était : A 20 ans dans les chantiers de la jeunesse, Supplément au n° 38 Vaillance.
L'écrivain Léon Werth dans son livre Déposition qualifie ainsi le magazine:

« Cet hebdomadaire est d'une insupportable momerie: toute âme un peu noble prendrait à tout jamais le dégoût de la famille, de toute discipline et de toute patrie. »

## Sources
- Notice SUDOC
- Vincent Feroldi, La Force des enfants. Des Cœurs Vaillants à l'A.C.E., Éditions de l'Atelier, 1987, p. 145.  (ISBN 270822526X)
- Informations générales, n° 31, 1er avril 1941, éd. Ministère de l'intérieur de Vichy